# 天狗岳 (徳島県)
天狗岳（てんぐだけ）は、徳島県三好市にある山である。標高1,055m。

## 地理
旧三好郡山城町の中央西寄りにある山である。三傍示山から塩塚峰へ南北に愛媛県との県境をなす山稜から約600mほど山城町に入り込んだところにあり、塩塚峰の南東約2kmに位置する。
山上には大山祇神社があり、「慶長六年神主山伏伊予上山清雲」の棟札がある。山の東に陣立屋・刀谷があり、平家伝説が残されている。